# Biathlon ai IX Giochi paralimpici invernali
Le gare di biathlon ai IX Giochi paralimpici invernali si sono svolte dall'11 al 14 marzo 2006 a Pragelato, nell'impianto Pragelato Plan.

## Gare maschili

### 12,5 km - In piedi
Pragelato - 11 marzo 2006
| Pos. | Atleta             | Nazione     | Risultato |
| ---- | ------------------ | ----------- | --------- |
| 1    | Rustam Garifullin  | Russia      | 40'18"70  |
| 2    | Alfis Makamedinov  | Russia      | 40'54"40  |
| 3    | Nils Erik Ulset    | Norvegia    | 41'05"30  |
| 4    | Valeriy Darovskikh | Russia      | 41'14"40  |
| 5    | Pascal Schrofer    | Svizzera    | 41'14"80  |
| 6    | Siahei Silchanka   | Bielorussia | 42'20"90  |

### 12,5 km - Seduti
Pragelato - 11 marzo 2006
| Pos. | Atleta            | Nazione | Risultato |
| ---- | ----------------- | ------- | --------- |
| 1    | Vladimir Kiselëv  | Russia  | 46'46"50  |
| 2    | Taras Kryjanovski | Russia  | 47'34"70  |
| 3    | Michail Terent'ev | Russia  | 49'15"20  |
| 4    | Jurij Kostiuk     | Ucraina | 49'18"60  |
| 5    | Sergej Šilov      | Russia  | 49'20"20  |
| 6    | Vladyslav Morozov | Ucraina | 49'54"90  |

### 12,5 km - Disabili visivi
Pragelato - 11 marzo 2006
| Pos. | Atleta              | Nazione    | Risultato |
| ---- | ------------------- | ---------- | --------- |
| 1    | Vitalij Luk″janenko | Ucraina    | 38'54"90  |
| 2    | Irek Mannanov       | Russia     | 39'15"40  |
| 3    | Wilhelm Brem        | Germania   | 41'24"20  |
| 4    | Oleh Munc           | Ucraina    | 41'42"30  |
| 5    | Michael Bentele     | Germania   | 44'06"00  |
| 6    | Marián Baláž        | Slovacchia | 44'15"90  |

### 7,5 km - In piedi
Pragelato - 14 marzo 2006
| Pos. | Atleta             | Nazione  | Risultato |
| ---- | ------------------ | -------- | --------- |
| 1    | Rustam Garifullin  | Russia   | 21'17"70  |
| 2    | Josef Giesen       | Germania | 21'18"70  |
| 3    | Nils Erik Ulset    | Norvegia | 22'06"10  |
| 4    | Valeriy Darovskikh | Russia   | 22'06"30  |
| 5    | Thomas Oelsner     | Germania | 22'11"40  |
| 6    | Michael Kurz       | Austria  | 22'34"90  |

### 7,5 km - Seduti
Pragelato - 14 marzo 2006
| Pos. | Atleta             | Nazione    | Risultato |
| ---- | ------------------ | ---------- | --------- |
| 1    | Vladimir Kiselëv   | Russia     | 25'19"10  |
| 2    | Jurij Kostiuk      | Ucraina    | 25'49"50  |
| 3    | Serhij Chyžnjak    | Ucraina    | 25'51"20  |
| 4    | Irek Zaripov       | Russia     | 26'04"90  |
| 5    | Vladimir Gajdičiar | Slovacchia | 26'06"50  |
| 6    | Taras Kryjanovski  | Russia     | 26'09"30  |

### 7,5 km - Disabili visivi
Pragelato - 14 marzo 2006
| Pos. | Atleta              | Nazione    | Risultato |
| ---- | ------------------- | ---------- | --------- |
| 1    | Irek Mannanov       | Russia     | 20'54"10  |
| 2    | Vitalij Luk″janenko | Ucraina    | 21'56"80  |
| 3    | Brian McKeever      | Canada     | 22'59"40  |
| 4    | Marián Baláž        | Slovacchia | 23'27"40  |
| 5    | Wilhelm Brem        | Germania   | 23'48"30  |
| 6    | Michael Bentele     | Germania   | 24'02"70  |

## Gare femminili

### 12,5 km - In piedi
Pragelato - 11 marzo 2006
| Pos. | Atleta             | Nazione     | Risultato |
| ---- | ------------------ | ----------- | --------- |
| 1    | Anne Floriet       | Francia     | 47'45"10  |
| 2    | Julija Batenkova   | Ucraina     | 50'50"30  |
| 3    | Shoko Ota          | Giappone    | 52'36"20  |
| 4    | Kelly Underkofler  | Stati Uniti | 53'09"30  |
| 5    | Anna Burmistrova   | Russia      | 53'24"60  |
| 6    | Katarzyna Rogowiec | Polonia     | 53'59"80  |

### 10 km - Seduti
Pragelato - 11 marzo 2006
| Pos. | Atleta             | Nazione     | Risultato |
| ---- | ------------------ | ----------- | --------- |
| 1    | Olena Jurkov'ska   | Ucraina     | 41'09"10  |
| 2    | Ljudmyla Pavlenko  | Ucraina     | 42'25"10  |
| 3    | Svitlana Tryfonova | Ucraina     | 43'33"50  |
| 4    | Irina Poljakova    | Russia      | 43'38"90  |
| 5    | Monica Bascio      | Stati Uniti | 51'00"60  |
| 6    | Ljudmila Vaučok    | Bielorussia | 55'52"60  |

### 12,5 km - Disabili visivi
Pragelato - 11 marzo 2006
| Pos. | Atleta             | Nazione   | Risultato |
| ---- | ------------------ | --------- | --------- |
| 1    | Miyuki Kobayashi   | Giappone  | 49'04"50  |
| 2    | Tetjana Smirnova   | Ucraina   | 52'30"50  |
| 3    | Verena Bentele     | Germania  | 52'33"50  |
| 4    | Anne-Mette Bredahl | Danimarca | 52'39"30  |
| 5    | Elvira Ibraginova  | Russia    | 55'27"10  |
| 6    | Tatiana Ilyuchenko | Russia    | 58'19"00  |

### 7,5 km - In piedi
Pragelato - 14 marzo 2006
| Pos. | Atleta             | Nazione  | Risultato |
| ---- | ------------------ | -------- | --------- |
| 1    | Alena Gorbunova    | Russia   | 25'54"20  |
| 2    | Anna Burmistrova   | Russia   | 26'39"50  |
| 3    | Anne Floriet       | Francia  | 26'40"50  |
| 4    | Katarzyna Rogowiec | Polonia  | 27'30"40  |
| 5    | Maija Loeytynoja   | Giappone | 27'53"00  |
| 6    | Shoko Ota          | Giappone | 28'25"40  |

### 7,5 km - Seduti
Pragelato - 14 marzo 2006
| Pos. | Atleta             | Nazione     | Risultato |
| ---- | ------------------ | ----------- | --------- |
| 1    | Olena Jurkov'ska   | Ucraina     | 28'03"40  |
| 2    | Svitlana Tryfonova | Ucraina     | 30'31"50  |
| 3    | Ljudmyla Pavlenko  | Ucraina     | 32'34"60  |
| 4    | Shauna Maria Whyte | Canada      | 32'48"60  |
| 4    | Irina Poljakova    | Russia      | 32'50"90  |
| 5    | Monica Bascio      | Stati Uniti | 34'34"30  |

### 7,5 km - Disabili visivi
Pragelato - 14 marzo 2006
| Pos. | Atleta             | Nazione   | Risultato |
| ---- | ------------------ | --------- | --------- |
| 1    | Verena Bentele     | Germania  | 27'07"60  |
| 2    | Miyuki Kobayashi   | Giappone  | 27'28"30  |
| 3    | Elvira Ibraginova  | Russia    | 28'28"20  |
| 4    | Tetjana Smirnova   | Ucraina   | 29'03"80  |
| 5    | Anne-Mette Bredahl | Danimarca | 29'23"00  |
| 6    | Zemfira Galeeva    | Russia    | 29'37"30  |

## Medagliere per nazioni
| Pos | Nazione  | Oro | Argento | Bronzo | Totale |
| --- | -------- | --- | ------- | ------ | ------ |
| 1   | Russia   | 6   | 4       | 2      | 12     |
| 2   | Ucraina  | 3   | 6       | 3      | 12     |
| 3   | Germania | 1   | 1       | 2      | 4      |
| 4   | Giappone | 1   | 1       | 1      | 3      |
| 5   | Francia  | 1   | 0       | 1      | 2      |
| 6   | Norvegia | 0   | 0       | 2      | 2      |
| 7   | Canada   | 0   | 0       | 1      | 1      |